# 高级视频图形阵列

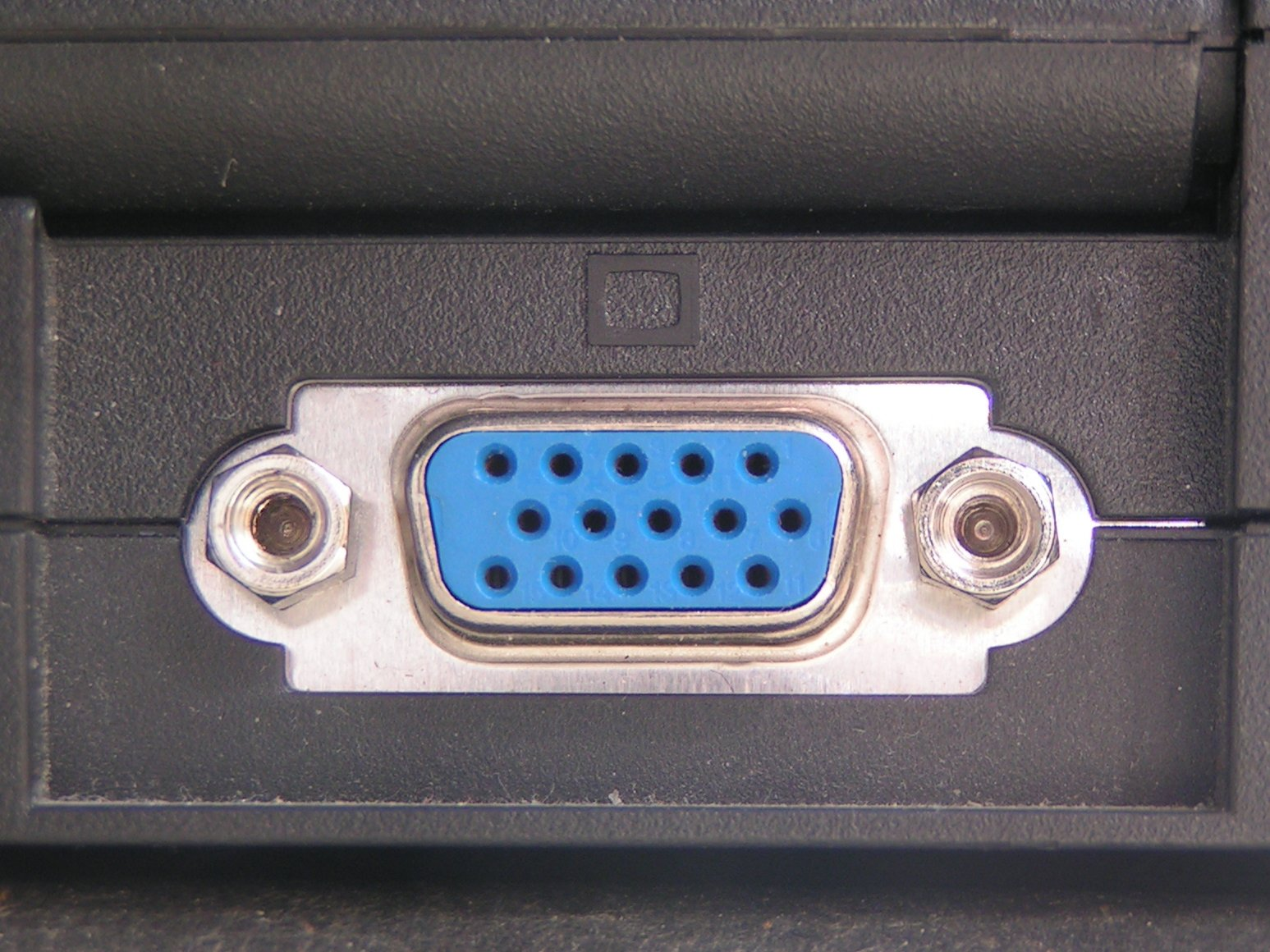
15針D型接頭

SVGA（Super Video Graphics Array，常常被縮寫為Super VGA）是一個涵蓋大範圍的電腦顯示標準。

## 概述
原本SVGA是IBM用來擴充1987年推出的舊VGA標準而提出的新標準。它不像之前完全由IBM獨自制定的VGA標準，SVGA是由VESA組織所制定，而VESA（Video Electronics Standards Association）是一個開放的組織，它為了促進各個標準的協作並制定新的標準而努力著。SVGA用來指稱解析度時，通常就表示800×600的解析度。
SVGA第一次制定於1989年。在這個版本中，它要求了800×600的像素平面，而色彩深度為4-bit，也就是說一個像素將可為16種索引色彩中的任何一種。這個條件後來又被提高至1024×768和8-bit（即256色），在接下來幾年，對解析度和載色度的要求仍不斷提昇。
雖然在最早的版本中有一個提及全畫面顏色數的項目，但後來這個設定已經無關緊要。因為這時候比起較為老舊的CGA或EGA，連接顯示器和顯示卡的介面之間，已經使用簡單的類比訊號來決定載色數。這意味着只要顯示器支援，可顯示的不同顏色數量是沒有理論限制的；注意：這是對「任何」VGA和SVGA顯示器而言。
然而，雖然VGA或者SVGA的輸出是類比的，但電腦內部的處理迴路無論如何都是完全數位的。要增加可顯示的顏色數，在顯示器端不需要任何的修改，但在顯示卡端卻將需要處理更大數字的能力，甚至面臨重新設計整個母版。即使如此，在SVGA標準推出後個數個月內，先進的製造商群仍能夠順利推出能夠顯示「高彩」（high-color）的顯示卡。
在原本的計劃中，SVGA預定為SXGA（Super XGA）標準所取代；但實際上在此以後，工業界放棄了為每個更高標準給定獨特命名的企圖。幾乎在1990年後期至2000年前後，顯示卡能表現出的各種顯示規格都被歸類在SVGA中。
顯示器製造商常常將商品標示為支援XGA或SXGA，在實際上這幾乎沒有意義，因為在1990年代後期所生產的SVGA顯示器至少都已經支援一定水準的顯示標準。

## 製造商
早期的SVGA製造商（型號）是：
- Ahead Technologies（和Ahead Software AG無關）
- Amdek（VGA ADAPTER/132）
- AST Research, Inc.（VGA Plus）
- ATI Technologies（VIP, VGA Wonder）
- Chips and Technologies
- Compaq（VGC Board）
- Everex
- Genoa Inc.（Genoa VGA）
- Orchid Technology（Designer VGA, Pro Designer Plus）
- Paradise Inc.（VGA Plus, VGA Plus 16, VGA Pro）
- Sigma Designs（SigmaVGA）
- STB Technologies（VGA Extra EM）
- Tecmar（Tecmar VGA, VGA AD）
- Trident Microsystems（8800, 8900）
- Tseng Labs（ET3000, ET4000）
- Video 7（FastWrite, V-RAM VGA）
- Willow（VGA-TV/Publisher's, VGA-TV + Genlock）